# Guy Warren
Guy Warren (* 4. Mai 1923 in Accra als Warren Gamaliel Akwei; † 22. Dezember 2008) war ein ghanaischer Musiker und einer der frühesten Vertreter des Afro-Jazz. Er ging in die USA als Guy Warren (of Ghana), seit 1970 nannte er sich Kofi Ghanaba.

## Leben und Wirken
Warren wurde 1923 in der damaligen britischen Kolonie Goldküste geboren. Er erlernte als Kind das traditionelle ghanaische Schlagzeugspiel. Im Alter von vierzehn Jahren wurde er Schlagzeuger des Accra Rhythmic Orchestra, mit dem er 1939 erstmals in die USA kam. 1947 wurde er Mitglied der Tempos Band von E. T. Mensah, 1948 trat er mit Kenny Grahams Afro-Cubists in England auf.
Nachdem er als Radio-Diskjockey in Nigeria und Liberia gearbeitet hatte, übersiedelte er 1953 in die USA, wo er in Chicago eine Reihe Alben aufnahm und mit Musikern wie Thelonious Monk und Max Roach arbeitete. Ein Konzert mit Charlie Parker kam 1955 nicht mehr zustande. 1962 veröffentlichte er eine Autobiographie. 
1965 kehrte Warren als gefeierte Berühmtheit – er erhielt den Ehrentitel Odomankoma Kyrema (der „göttliche Schlagzeuger“), der immer nur einer Person verliehen wird, – nach Ghana zurück. Dort wandte er sich dem Buddhismus zu und nannte sich seit 1970 Kofi Ghanaba (Sohn von Ghana). Er trat nur noch gelegentlich – etwa bei den Soul To Soul-Konzerten – auf und arbeitete als Lehrer. Im Jahr 2001 kehrte er als Bühnenmusiker in einem Musical über das Leben von Yaa Asantewaa in die internationale Öffentlichkeit zurück.
Der Dokumentarfilm The Divine Drummer (2001) von Klaus Voswinckel schildert eine Begegnung von Warren mit Robyn Schulkowsky in Ghana.

## Diskographie
- 1957: Africa Speaks: America Answers! (Decca) mit Red Saunders
- 1959: Themes for African Drums (RCA Victor)
- 1960: The African Soundz of Guy Warren of Ghana (Fiesta)
- 1961: The African Sounds (Regal Zonophone)
- 1962: African Rhythms: The Exciting Soundz of Guy Warren & His Talking Drums (Decca)
- 2002: The Divine Drummer (Retroafric)

## Schriften
- I Have a Story To Tell. Accra: New Guinea Press, 1962. (Autobiographie)

## Lexikalische Einträge
- Ian Carr: Artikel Ghanaba. In: Ian Carr, Digby Fairweather, Brian Priestley: Rough Guide Jazz. Der ultimative Führer zur Jazzmusik. 1700 Künstler und Bands von den Anfängen bis heute. Metzler, Stuttgart/Weimar 1999, ISBN 3-476-01584-X.